# كريس تيري (لاعب كرة قدم أمريكية)
كريس تيري (بالإنجليزية: Chris Terry)‏ هو لاعب كرة قدم أمريكية أمريكي، ولد في 8 أغسطس 1975.

## وصلات خارجية
- كريس تيري على موقع مرجع كرة القدم المحترفة.كوم (الإنجليزية)